# 陣頭 (電影)
《陣頭》，2012年台灣電影，這是馮凱導演轉戰電影圈所執導的第一部電影作品。本片取材自台中市九天民俗技藝團的真實故事而改編。

## 演員陣容

### 主要角色
| 演員           | 角色     | 粵語配音 | 角色介紹 |
| 柯有倫         | 阿泰     | 周倚天   | 小時候抓週撿十元，被阿爸的對手武正譏笑「撿角」，幼時被阿爸誤會憤而赴台北玩樂團，長大後想回鄉存錢去美國，結果被笑是「三分鐘」熱度。與團員漸漸培養感情，帶團員環島，並讓團員看到不一樣的世界，帶領九天團成為全台最不一樣的陣頭。 |
| 黃鴻升         | 阿賢     | 張裕東   | 武正的兒子，震天團的當家，精通各路陣頭，卻總以自我為中心，喜好挑戰來證明自己，在遇見阿泰之後才發現，其實團結更是重要。 |
| 劉品言         | 小畢     | 吳羨婷   | 三立電視台節目編導，對阿泰有所好感。 |
| 林雨宣         | 敏敏     | 羅孔柔   | 九天團的團員，曾經是收高利貸的太妹，隨著故事的歷程而與阿泰有所發展。 |
| 陳博正（阿西） | 阿達     | 朱子聰   | 阿泰的爸爸，九天團老團長。 |
| 廖 峻          | 武正     | 張炳強   | 震天團長，與阿達師出同門，因為發展較順利，與阿達的團勢不兩立。 |
| 吳勇濱         | 阿信     | 林筠翔   | 九天團的團員，在家裡被愛喝酒的老爸打，非常不喜歡那個家，認為九天才是他的家，喜歡被注意。 |
| 徐浩軒         | 梨仔     | 陳灝瑋   | 九天團的團員，自閉症患者，在學校被老師放棄，也被同學欺負，所以梨仔的媽媽將他送到九天，希望闖出一片天。 |
| 李育辰         | 鬼犬     | 李震權   | 九天團的團員，地方老大阿鬼的弟弟。 |
| 楊震 (演員)    | 阿肥     | 巫哲棋   | 九天團的團員。 |
| 陳世旻         | 瑪利亞   | 劉奕希   | 九天團的團員，現實中為九天團的當家台柱。 |
| 鄭志偉         | 檳榔成   | 蔡德鈞   | 九天團的老團員，達叔的左右手。 |
| 柯淑勤         | 達嫂     | 雷碧娜   | 阿泰的媽媽。 |
| 楊 淇          | 檳榔嫂   | 黃麗芳   | 檳榔成的妻子 |
| 方文琳         | 梨仔媽   | 沈小蘭   | 獨力撫養三個小孩，不忍心看到梨仔在學校被放棄、欺負，決心將梨子送到九天當徒弟。 |
| 夏靖庭         | 阿信爸   | 李錦綸   | 整天只會喝酒，打兒子出氣。 |
| 高 鳴          | 阿禪師   | 陳曙光   | 阿達與武正的師父。 |
| 楊少文         | 阿肥爸   |          | 阿肥的爸爸。 |
| 陳淑芳         | 阿信阿嬤 |          | 相當疼愛阿信 |

### 客串演出
| 演員   | 角色   | 粵語配音 | 角色介紹                               |
| 李李仁 | 阿鬼   | 陳欣     | 當地的黑道大哥，鬼犬的哥哥。           |
| 陶晶瑩 | 主持人 | 詹健兒   | 台中文化祭的主持人。                   |
| 胡志強 | 胡志強 |          | 時任臺中市市長，台中文化祭的開場嘉賓。 |
| 陳霆   | 鎚哥   |          | 阿泰吹西索米時出現的人                 |
| 蔡阿炮 | 里長   |          | 把梨仔交付給九天團照顧                 |

## 電影歌曲
| 曲別   | 歌曲名稱     | 作詞   | 作曲           | 演唱者 | 備註                                        |
| 主題曲 | 陣頭(電影版) | 劉偉仁 | 劉偉仁         | 柯有倫 | 片頭曲/插曲/台中文化祭演出演唱的柯有倫-陣頭 |
| 插曲   | 愛你         | 柯有綸 | 柯有倫／王振宇 | 柯有倫 | 插曲                                        |
| 插曲   | 再給我多一天 | 柯有綸 | 柯有倫／王振宇 | 柯有倫 | 插曲                                        |
| 插曲   | 全力以赴     | 柯有綸 | 柯有倫／王振宇 | 柯有倫 | 片尾曲/插曲                                 |

### 電影原聲帶
電影原聲帶《陣頭：電影原聲帶》，於2012年2月10日由豐華唱片製作發行。
- 導演：馮凱
- 編劇：馮凱、許肇任、莊世鴻
- 製片：徐錫彪
- 美術指導：賴勇坤
- 音效：杜篤之
- 攝影：金鑫
- 剪接：顧曉云

### 外景拍攝
台中市
- 大肚山
- 九天玄女廟
- 台中科學園區
- 台中都會公園
- 東海商圈的藝術街
- 東海大學 (台灣)
- 梧棲浩天宮
- 永元宮
- 追分車站
- 國立自然科學博物館
- 圓滿戶外劇場
- 春水堂人文茶館
- 大雅區九天靈修院
- 逢甲夜市

此外，臺中市政府也給予該片160萬元輔導金及拍攝支援。
環島
- 西螺福興宮
- 西螺大橋
- 鵬灣跨海大橋
- 東港東隆宮
- 墾丁
- 南迴公路
- 台11線（花東海岸公路）
- 花蓮縣豐濱鄉靜浦的北回歸線標誌
- 三仙台
- 七星潭
- 花蓮港天宮
- 蘇花公路
- 關渡大橋
- 台14甲線（中橫公路霧社支線）
- 合歡山

## 奖项
| 獎項         | 類別             | 名字              | 結果 |
| ------------ | ---------------- | ----------------- | ---- |
| 第49屆金馬獎 | 最佳原創電影歌曲 | 陣頭 演唱：柯有倫 | 提名 |
| 第49屆金馬獎 | 最佳新導演       | 馮凱              | 提名 |

## 票房
台灣方面，最終全台票房為新台幣3.17億元。

## 外部連結
- 電影《陣頭》官方部落格
- 《陣頭》的Facebook專頁
- 開眼電影網上《陣頭》的資料（繁體中文）
- 豆瓣电影上《陣頭》的資料 （简体中文）
- 时光网上《陣頭》的資料（简体中文）
- 香港影庫上《陣頭》的資料（繁體中文）
- AllMovie上《陣頭》的资料（英文）
- 爛番茄上《陣頭》的資料（英文）
- 互联网电影数据库（IMDb）上《陣頭》的资料（英文）